# Chiesa della Santissima Annunziata delle Orfane (Torino)
La chiesa della Santissima Annunziata dell'Antico Istituto delle Pie Orfane di Torino è una chiesa barocca di Torino. Dal 1550 circa al 1939 fu sede di un istituto per bambine orfane. Oggi è ad uso della comunità Greco Ortodossa, dedicata alla Natività di San Giovanni Battista, nella giurisdizione dell'Arcidiocesi ortodossa d'Italia.

## Storia

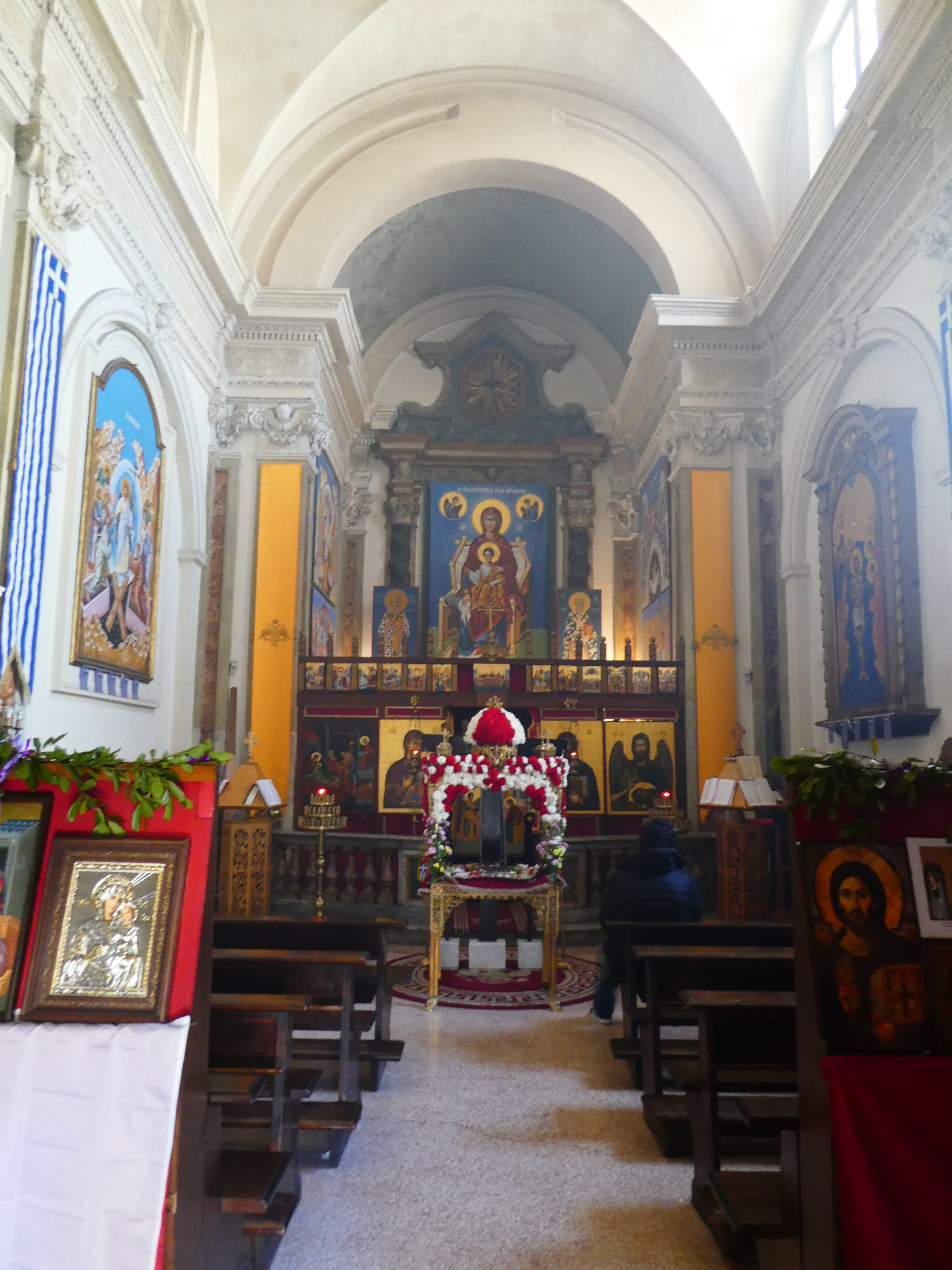
Interno

In origine vi sorgeva un monastero dedicato ai Santi Innocenti, attestato dal 1579. Fatto restaurare con lettere patenti dl 30 luglio nel 1586 dal duca Carlo Emanuele I prese il nome della Santissima Annunziata e divenne un orfanotrofio, accogliendo bambine tra gli 8 e i 12 anni, nate nei comuni della diocesi di Torino che non avessero strutture dedicate agli orfanelli. Nel 1595 venne costruito l'attuale corpo di fabbrica accanto al palazzo. La via delle Orfane prende il nome da tale monastero. L'orfanotrofio godeva di buona fama nella Torino del 1700 per nell’educazione delle orfane ed era chiamato a intervenire nelle sepolture. Sostenuto dalla beneficenza delle famiglie aristocratiche, l’orfanotrofio era anche sotto la protezione personale del Duca di Savoia. Nella chiesa era conservata una reliquia, quella di Santa Giustina, e presso i sepolcri erano custoditi molti ex voto d’argento. Nel 1667 la chiesetta fu ampliata e successivamente restaurata dopo l'occupazione napoleonica ed ancora via via decorata nel corso del secolo XIX. Fu affidato in ultimo alle suore della Congregazione di San Giuseppe, e le finalità dell'orfanotrofio furono regolamentate con regie patenti 31 gennaio 1832 e poi modificate con regio editto 20 agosto 1858.
Riportò danni agli infissi e al tetto durante i bombardamenti dell'8 dicembre del 1942 e del 13 luglio 1943. L'edificio dell'orfanotrofio adiacente alla chiesa fu anche danneggiato, e l'ultimo piano fu distrutto. Nel 1957 la chiesa fu restaurata e dotata di una nuova facciata.